# Šmartno ob Dreti
Šmartno ob Dreti je naselje u slovenskoj Općini Nazarju. Šmartno ob Dreti se nalazi u pokrajini Štajerskoj i statističkoj regiji Savinjskoj. 

## Stanovništvo
Prema popisu stanovništva iz 2002. godine naselje je imalo 283 stanovnika.